# Cartonnage

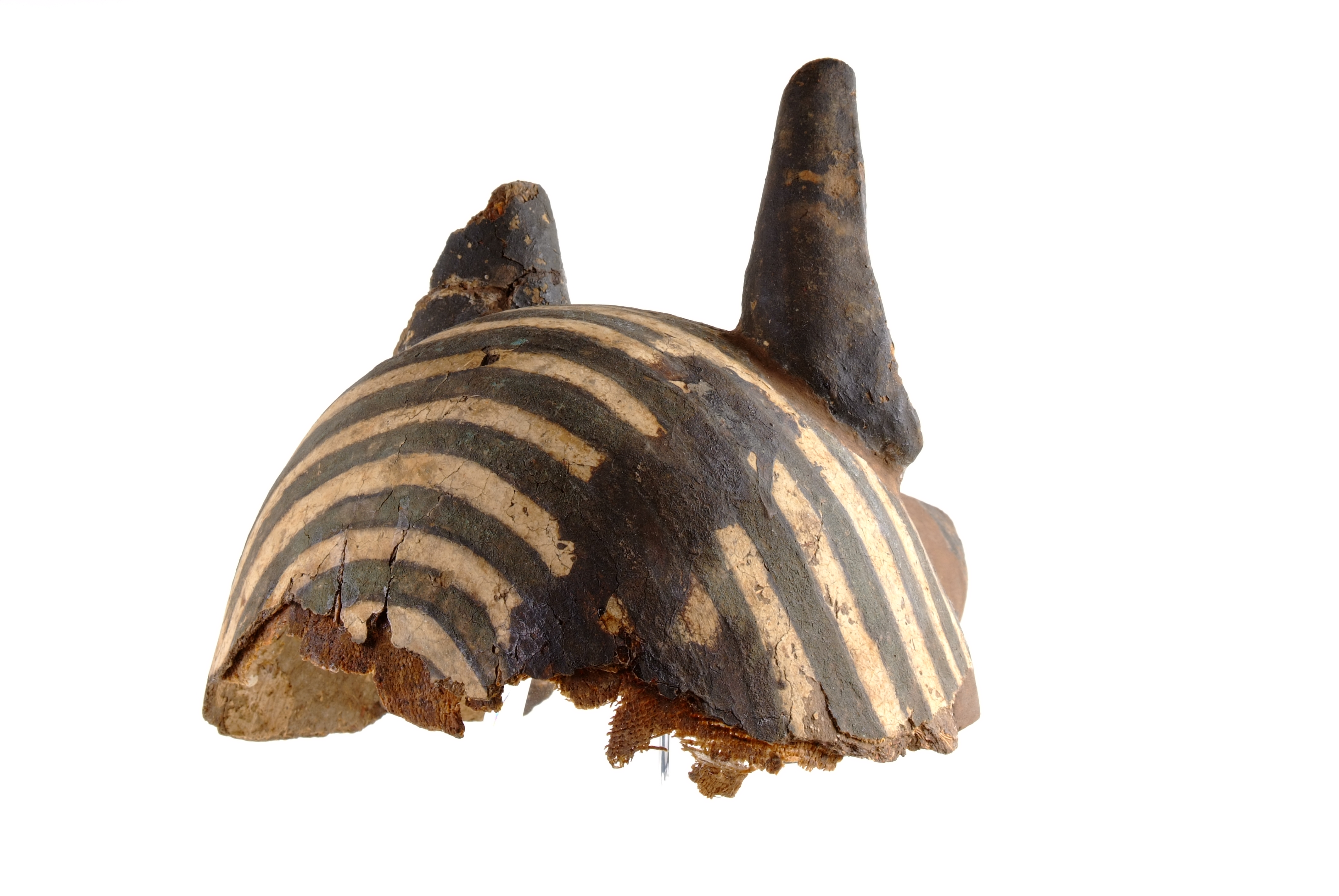
Vista posteriore di una maschera di Anubi in cartonnage.

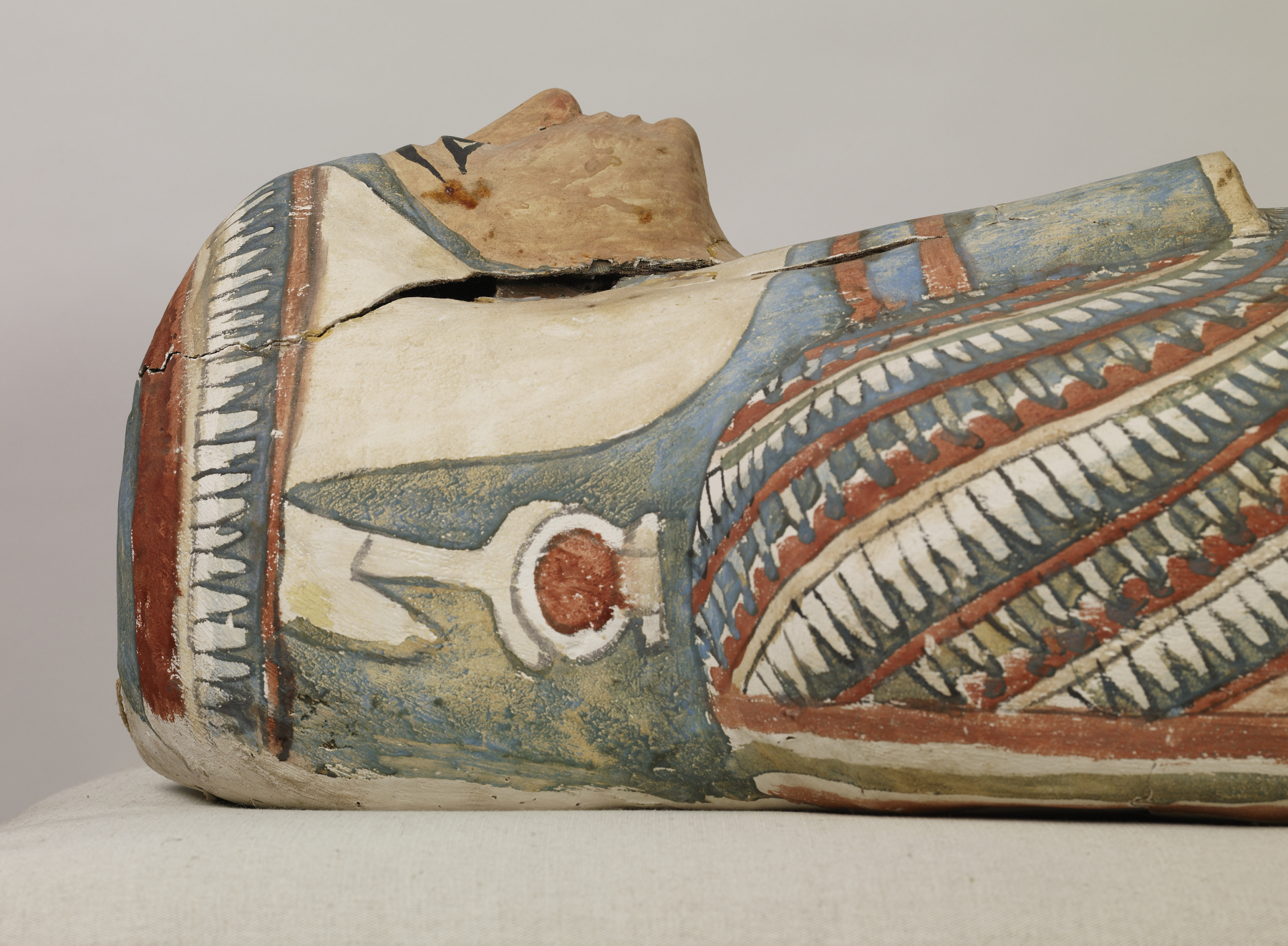
Questa mummia di una donna sconosciuta è ricoperta da cartonnage realizzato con strati di lino e intonaco. È custodita presso il Walters Art Museum.

Il Cartonnage è un materiale composito messo a punto nell'Antico Egitto, a partire dal Primo periodo intermedio, per realizzare le maschere funerarie. Le maschere in cartonnage erano realizzate sovrapponendo strati di lino o di papiro, stuccati e dipinti con intonaco. Anche alcuni dei ritratti del Fayyum sono dipinti su pannelli fatti di cartonnage.

## Tecnica
Realizzati con una tecnica simile alla cartapesta, strisce di lino o di papiro venivano incollate insieme con dell'intonaco o della resina, e venivano successivamente impiegate per realizzare sarcofagi o maschere funerarie. Il materiale poteva essere modellato in forma di corpo umano, a costituire una sorta di guscio. Dopo l'asciugatura, il cartonnage poteva essere pitturato e/o dorato. Il guscio veniva decorato con forme geometriche, divinità, e iscrizioni. Durante l'epoca tolemaica il processo di fabbricazione fu reso più complesso, fino a includere da quattro a sei pezzi per mummia: generalmente si avevano una maschera, un pettorale, un grembiule, e delle calzature. In certi casi si impiegavano due pezzi aggiuntivi, per coprire la gabbia toracica e lo stomaco.

## Materiali

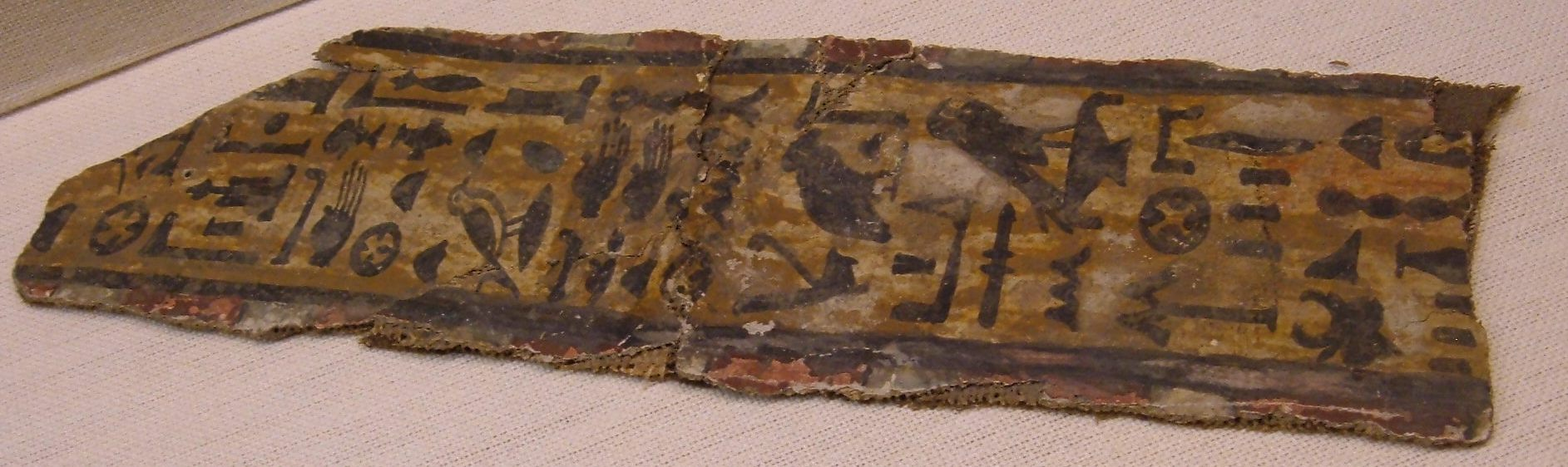
Un frammento in cartonnage da una bara del Nuovo Regno in mostra al Museo Egiziano dei Rosacroce

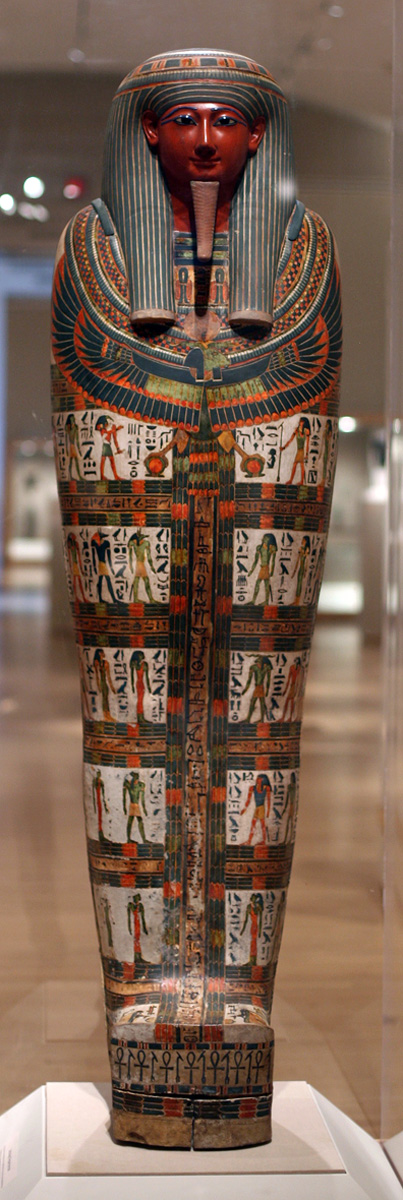
Cartonnage di Nespanetjerenpere, ca. 945-718 a. C.. Lino o papiro misti a intonaco, pigmento, vetro, lapislazzuli. Altezza: 177 cm. Brooklyn Museum, 35.1265.

I materiali impiegati per produrre il cartonnage cambiarono nel corso del tempo. Nel Medio Regno si usava comunemente lino intonacato, durante il Terzo Periodo Intermedio lino e stucco, in epoca tolemaica vecchi rotoli di papiro, in epoca romana infine, materia fibrosa varia molto spessa.
Il riutilizzo di papiri considerati da buttare era una pratica molto comune in epoca tolemaica. Molti documenti scartati provenienti da strutture governative e archivi furono usati per questo scopo.

## Rilevanza archeologica
Le maschere funerarie in cartonnage erano concepite per rappresentare una idealizzazione del volto del defunto, e sono rilevanti in quanto punto iniziale del processo evolutivo che porterà alla creazione dei sarcofagi antropomorfi. Costituiscono l'anello di passaggio tra la pratica di modellazione dei corpi tramite bende intrise di gesso (comune nell'Antico Regno) e i sarcofagi antropomorfi successivi. Inoltre, la preparazione del cartonnage preservava l'integrità dei papiri per esso utilizzati: questo rende perciò il cartonnage una fonte preziosa di manoscritti ben conservati.